# Ісламська держава — вілаєт Хорасан
Ісламська держава — вілаєт  Хорасан (ІДІЛ-Х) – регіональне відділення салафітського джихадистського угруповання «Ісламська держава» (ІДІЛ), яке активно діє в Центральній та Південній Азії, головним чином в Афганістані, Пакистані, Таджикистані та Узбекистані. 
ІДІЛ-Х прагне дестабілізувати та замінити нинішні уряди в історичному регіоні Хорасан з метою створення халіфату, що керується відповідно до суворого тлумачення ісламського шаріату, який вони планують поширити за межі регіону. 

ІДІЛ-Х звинувачують у численних нападах на цивільне населення в Афганістані та Пакистані, переважно проти мусульман-шиїтів, політиків та державних службовців. 
У серпні 2017 року ІДІЛ-Х напав на кілька сіл, населених шиїтською хазарейською меншиною на півночі Афганістану, що призвело до масового вбивства чоловіків, жінок та дітей хазарейців у провінції Сарі-Пуль. 

Серед найвідоміших нападів – напад на аеропорт Кабула у 2021 році, в результаті якого загинуло 13 американських військовослужбовців та щонайменше 169 афганців під час виведення американських військ з країни, подвійний вибух смертника у липні 2018 року, в результаті якого загинуло щонайменше 131 людина на передвиборчих мітингах у Пакистані, подвійний вибух у липні 2016 року, в результаті якого загинуло 97 протестувальників-шиїтів-хазарейців у центрі Кабула, та вибух смертника у липні 2023 року, в результаті якого загинуло 63 особи в Кхарі, Пакистан, на мітингу Джаміат Улема-е-Іслам (фракція Фазла).
Хоча більшість атак ІДІЛ-Х відбувається на сході Афганістану та в провінції Хайбер-Пахтунхва в Пакистані, з квітня 2022 року ІДІЛ-Х розширила свою діяльність, щоб проводити зовнішні операції за межами своєї традиційної зони операцій. 
У квітні та травні 2022 року, відповідно, ІДІЛ-Х запустила ракети з афганської території по Узбекистану та Таджикистану. 
У січні 2024 року двоє смертників ІДІЛ-Х здійснили два вибухи в Кермані, Іран, під час процесії, присвяченої вбивству США лідера сил «Кудс» Касема Сулеймані, вбивши 94 особи. 

У березні 2024 року четверо таджицьких озброєних бойовиків ІДІЛ-Х здійснили напад на концертний зал у Красногорську, Росія, з використанням автоматів та запальних речовин, вбивши 145 осіб, що стало першою атакою угруповання за межами сусідніх Афганістану держав. 

У червні 2024 року офіційні особи США заарештували вісьмох чоловіків з Таджикистану в Лос-Анджелесі, Нью-Йорку та Філадельфії, які, як повідомляється, були причетні до змови ІДІЛ-Х у Сполучених Штатах, а зв'язки з ІДІЛ-Х відстежувалися в Центральній Європі. 
 
Повідомлялося, що всі вісім осіб незаконно в'їхали до Сполучених Штатів через кордон США з Мексикою. 

ІДІЛ-Х розпочався з повернення до регіону афганських та пакистанських бойовиків з інструкціями та фінансуванням для вербування бійців. 
Традиційна база угруповання знаходиться на сході Афганістану вздовж кордону з Пакистаном, де вербуються колишні незадоволені бійці та дисиденти Талібану, а також особи з Південної та Південно-Східної Азії 